# SV Borsigwerk
Der SV Borsigwerk war bis 1945 ein Sportverein aus dem Hindenburger Stadtteil Biskupitz-Borsigwerk.

## Geschichte
Der SV Borsigwerk war bis ins Jahr 1923 die Fußballabteilung (Spiel- und Sportabteilung) des TV Borsigwerk (1901 gegründet). Offiziell gegründet wurde der SV Borsigwerk am 1920, aber erst 1923 im Zuge der reinlichen Scheidung zwischen Turn- und Fußballvereinen als selbstständiger Klub in das Vereinsregister eingetragen. Seine Vereinsfarben sind Blau und Weiß. Zur Saison 1924/25 stieg Borsigwerk in die damals oberste Bezirksliga Oberschlesien auf. 1933 verpasste der SV Borsigwerk die Qualifikation für die neu eingeführte Gauliga Schlesien und spielte fortan in der drittklassigen Kreisklasse.
1934/35 gelang dem Verein der Gewinn der 1. Kreisklasse Hindenburg, wodurch er an der Aufstiegsrunde zur Bezirksliga Oberschlesien teilnehmen durfte, die der Verein erfolgreich bestritt und somit in die zweitklassige Bezirksliga Oberschlesien aufstieg. 1937/38 wurde der Verein mit zwei Punkten hinter der SpVgg Ratibor 03 Zweiter in der Bezirksklasse und verpasste somit die Teilnahme an der Aufstiegsrunde zur Gauliga Schlesien nur knapp. Auch in der kommenden Spielzeit wurde der zweite Platz erreicht. Während der Spielzeit 1939/40 zog sich der Verein, vermutlich kriegsbedingt, vom Spielbetrieb zurück.
Nach Ende des Zweiten Weltkrieges wurde die Stadt Hindenburg polnisch und der Verein SV Borsigwerk wurde aufgelöst.